# Рунге, Макс
Макс Рунге (нем. Max Runge; 21 сентября 1849, Штеттин, Померания, Пруссия — 27 июля 1909, Гёттинген, Ганновер, Пруссия) — немецкий врач, гинеколог и акушер, профессор Императорского Дерптского университета (1883—1888) и Гёттингенского университета (1888—1909).

## Биография
После окончания Йенского университета обучался в Бонне, Лейпциге, Страсбурге и Вене. В Страсбурге был ассистентом Эрнста Лейдена и Адольфа Гуссерова, позже в Шарите в Берлине также был ассистентом Гуссерова. В 1875 году защитил диссертацию на степень доктора медицины и в 1879 году получил должность приват-доцента.
В ноябре 1883 года был приглашён в Императорский Дерптский университет в качестве ординарного профессора акушерства, женских и детских болезней и директора женской клиники. Вследствие деятельности Рунге клиника была значительно расширена пристройкой и создана акушерская поликлиника, также упразднённая незадолго перед его появлением школа повивальных бабок была восстановлена. Макс Рунге имел обширную практику, как женский врач, в Дерпте и окрестностях. Рунге получил чин статского советника и орден Св. Станислава 2-й степени.
В 1887 году был избран членом Леопольдины. В марте 1888 года был приглашён в Гёттингенский университет на должность ординарного профессора акушерства и гинекологии и директора женской клиники. Здесь Рунге проводил исследования околоплодных вод, влияния родильной лихорадки на мать и плод и возможных связей инфекций и гибели плода.
В 1896 году с его помощью была открыта нова Гёттингенская женская клиника.

## Работы
- Die Geburtshülfe und Gynäkologie, ein Zweig der allgemeinen Medicin: Antrittsrede, gehalten an der Universität Dorpat (1884)
- Die Krankheiten der ersten Lebenstage (1885)
- Ueber die Behandlung der puerperalen Sepsis (1886)
- Lehrbuch der Geburtshülfe (1891)
- Lehrbuch der Gynäkologie (1901)
- Preußische Hebammenlehrbuch (1904)